# Левко, Ярослав Степанович
Ярослав Степанович Левко (27 августа 1960, село Верхняя Стынава, Стрыйский район, Львовская область) — протоиерей Русской православной церкви, настоятель храма святых апостолов Петра и Павла. Почётный гражданин Петропавловска-Камчатского (2000).

## Биография
Из большой и дружной семьи Левко вышло 10 священников. С трёх лет Ярослав прислуживал в алтаре сельского храма. Когда подрос, ему доверили читать «Апостол» за богослужением. В школе он учился на «отлично». Хотел, как и многие мальчишки его поколения, стать лётчиком. Отслужил срочную службу, демобилизовавшись в звании старшины.
В 1981 году поступил в Московскую духовную семинарию. По воспоминаниям Ярослава, в 1981 году из 158 абитуриентов поступили только 9, в том числе он.
Окончил семинарию в 1985 году на «отлично», поэтому имел право без экзаменов поступить в духовную академию, но решил служить приходским священником. Львовская епархия сообщила, что в выпускниках семинарии нет необходимости, и его направили на служение в Иркутскую епархию, в которую входили Приморский и Хабаровский края и Камчатская область.
В 1983 году в Петропавловске-Камчатском после длительной борьбы верующих зарегистрирована Православная община; архиепископ Иркутский и Читинский Хризостом (Мартишкин), рукоположив Ярослава в сан священника, направил его на служение на Камчатку, куда он прибыл 19 ноября 1985 года, став первым после более чем 50-летнего перерыва постоянно служащим на Камчатке священником. Начал на Камчатке духовную и просветительскую деятельность. Как он вспоминал позднее, «если бы мне в 1985 году, когда я приехал сюда служить, кто-то сказал, что на Камчатке будет такое развитие деятельности Православной Церкви, я бы подумал, что это из области фантастики. Представьте себе атеистическую область, где ни единого храма, не говоря уже об общинах, ни откуда и никакой поддержки».
Постольку храма у верующих не было, был освящён молитвенный дом во имя святых апостолов Петра и Павла. В 1989 году начато строительства храма.
В 1990 году по инициативе ученых и краеведов и при непосредственном участии Иерея Ярослава на базе областной научной библиотеки им. С. П. Крашенинникова организованы международные исторические и Свято-Иннокентьевские чтения (конференция).
На Рождество 1992 года в храме святых апостолов Петра и Павла состоялась первая служба, а уже на Пасху 1992 года новый храм во имя святых апостолов Петра и Павла освящен и вступил в строй.
В том же году указом епископа Иркутского назначен благочинным.
С начала 1990-х годов ежегодно о. Ярослав служит благодарственный молебен у Часовни в память погибших в 1854 году защитников Петропавловского порта.
29 июня 1992 года была зарегистрирована православная община в селе Николаевка во имя Николая Чудотворца.
28 октября 1992 года была зарегистрирована община с церковью во имя Рождества Богородицы в городе Ключи.
3 февраля 1993 года была зарегистрирована православная община во имя иконы Божией Матери «Живоносный источник» в селе Паратунка.
22 февраля 1993 года решением Священным Синодом возрождена Петропавловская и Камчатская епархия. Поскольку избранный во епископа Диомид (Дзюбан) отказался от назначения, протоиерей Ярослав до избрания и хиротонии епископа Нестора (Сапсая) руководил Камчатской епархией.
31 марта 1993 года была зарегистрирована община православных христиан с церковью во имя Успения Божией Матери в посёлке Усть-Большерецк.
23 февраля 1994 года зарегистрированы: приход во имя Нерукотворенного Образа Господа Иисуса Христа в селе Эссо и приход православных христиан во имя Успения Божией Матери в городе Елизово.
В 1998 году на всекамчатском духовном собрании протоиерей Ярослав избирается заместителем председателя Совета Петропавловской и Камчатской епархии.
В 2000 году награждён Патриархом Московским и всея Руси Алексием II Золотым Наперсным Крестом. И в том же году протоиерею Ярославу Левко присваивается звание почётного гражданина города Петропавловска-Камчатского за возведение храма святых апостолов Петра и Павла и за заслуги в становлении духовности в жизни населения областного центра.
В январе 2009 года участвовал в Поместном соборе Русской православной церкви.

## Награды
- Медаль ордена «За заслуги перед Отечеством» II степени (28 декабря 2000 года) — за большой вклад в укрепление гражданского мира и возрождение духовно-нравственных традиций[6].